# Sonia Jabbar
Sonia Jabbar  est une propriétaire de plantation indienne et une protectrice de la faune sauvage. Elle reçoit, en mars 2019, la plus haute récompense pour les femmes en Inde, le prix Nari Shakti Puraskar (en français : Prix du pouvoir des femmes), des mains du président indien, Ram Nath Kovind.

## Biographie
Sonia  Jabbar était journaliste à Calcutta jusqu'à ce qu'elle hérite, en 2011, de la grande plantation de thé de sa famille. Il s'agit d'une plantation de 1 200 hectares dans le district de Darjeeling, au Bengale-Occidental. Elle est la cinquième génération de sa famille à posséder la terre, depuis 1884, et la troisième femme consécutive.
À partir de 2012, elle transforme sa plantation de thé à Darjeeling pour accueillir et faciliter le passage, en toute sécurité, des éléphants pendant leur migration entre le Népal et l'Assam. Le Wildlife Trust of India a reconnu la plantation comme le champion du corridor vert du Bengale du Nord (en). L'Université du Montana, aux États-Unis, l'a certifiée « amie des éléphants ». Elle a ensuite lancé d'autres projets pour la préservation des éléphants, notamment un projet de réensauvagement visant à créer une forêt de 100 hectares et un projet pilote d'assurance récolte pour les fermes voisines.  Elle reprend le rôle lorsque sa mère, Dolly, décide de prendre sa retraite. Dolly Jabbar avait repris le travail de la grand-mère de Sonia, Sayeeda Badrunisa. Le travail dans l'industrie du thé est principalement effectué par des femmes, mais ce n'est pas là que réside le pouvoir. Les travailleuses du thé peuvent cueillir toute la journée pour découvrir que leur salaire, destiné à acheter des produits de première nécessité, est dépensé en boisson ou en drogue par leur mari. Et au niveau national, les syndicats de travailleurs du thé ignorent les besoins des femmes. Jabbar tente de remédier à cette situation en travaillant avec une ONG pour encourager la discussion entre ses travailleurs.
L'événement qui attire son attention a lieu en 2012, lorsque ses employés l'informent que des éléphants sont sur le point d'envahir 35 hectares de la partie nouvellement plantée de sa plantation de thé. On lui dit que la meilleure idée serait de les faire fuir avec des torches enflammées et des feux d'artifice, mais Jabbar décide de ne rien faire. Elle passe une nuit blanche, inquiète d'avoir sacrifié ses plantations et son investissement à des éléphants déchaînés, mais elle aime la vie sauvage. Au matin, elle est heureuse de constater que les dégâts sont minimes et elle réalise qu'avec de la planification, tout cela peut être supporté.
Avec le temps, elle créé des passages de 400 m de large à travers sa plantation pour que les éléphants puissent accomplir leur migration traditionnelle. Le chemin des éléphants était bloqué par une clôture de 17 km de long qui empêchait leur route habituelle depuis l'Assam et le bassin du Mahananda, jusqu'au Népal. La politique de sa plantation permet aux troupeaux d'y parvenir. En outre, sa plantation évite de construire d'autres barrières et s'assure que les fossés de drainage ne peuvent pas piéger les jeunes éléphants. Ses procédures garantissent également que les produits chimiques sont stockés en toute sécurité et la monoculture de la plantation a été modifiée pour inclure d'autres plantes intéressantes pour les éléphants.
Elle reçoit le prix Nari Shakti Puraskar, remis dans le palais présidentiel par le président de l'Inde.
En 2018, son travail permet à Nuxalbari, sa plantation, d'être reconnue comme la toute première grande plantation respectueuse des éléphants Le prix a été décerné par le Wildlife Friendly Enterprise Network et l'université du Montana. Le Wildlife Trust of India note ses terres comme championnes du corridor vert du Bengale du Nord. Elle est citée par Vogue India parmi les douze femmes qui créent le changement pendant la crise climatique en 2020.

### Note
- (en) Cet article est partiellement ou en totalité issu de l’article de Wikipédia en anglais intitulé « Sonia Jabbar » (voir la liste des auteurs).